# قتالة (بعبدا)
قتالة هي إحدى القرى اللبنانية من قرى قضاء بعبدا في محافظة جبل لبنان.
تبعد قتالة 27 كيلومترا عن بيروت عاصمة لبنان. وترتفع 590 مترا عن سطح البحر.